# ماهیچه پاپیلاری
ماهیچه‌های پاپیلاری یا ماهیچه‌های پستانچه‌ای (به انگلیسی: Papillary muscles)، ماهیچه‌هایی در بطن‌های قلب هستند. این ماهیچه‌ها به لت‌های دریچه دهلیزی-بطنی (دریچهٔ دولَتی و دریچه سه‌لتی دریچه) از راه رشته‌های قلب (طناب‌های وتری) اتصال دارند و در جلوگیری از وارونگی یا فروافتادگی این دریچه‌ها در سیستول (انقباض بطن) نقش مهمی دارند. ماهیچه‌های پاپیلاری حدود ۱۰٪ از کل توده قلب را تشکیل می‌دهند.

## ساختار
پنج ماهیچه پاپیلاری در قلب وجود دارد که سه تا از آن‌ها در بطن راست و دو تا از آن‌ها در بطن چپ هستند. ماهیچه‌های پاپیلاری قدامی، خلفی و دیواره بطن راست هر کدام از راه رشته‌های قلب به دریچه سه‌لتی متصل می‌شوند. ماهیچه‌های پاپیلاری قدامی و خلفی بطن چپ از راه رشته‌های قلب به دریچه دولَتی (میترال) متصل می‌شوند.

## کارکرد
ماهیچه‌های پاپیلاری هر دو بطن راست و چپ بلافاصله پیش از سیستول بطنی شروع به منقبض شدن کرده و این انقباض را در تمام مدت سیستول حفظ می‌کنند. این امر با مهار دریچه‌های دهلیزی-بطنی در برابر افتادگی ناشی از فشار زیاد خون در بطن‌ها، مانع از نارسایی و جریان رو به عقب خون بطنی در حفره‌های دهلیزی می‌شود.

## اهمیت بالینی
پارگی ماهیچه پاپیلاری می‌تواند ناشی از سکته قلبی و اختلال کارکرد آن می‌تواند ناشی از ایسکمی باشد. هر دو عارضه ممکن است منجر به بدتر شدن نارسایی دریچه میترال شود.

## نگارخانه

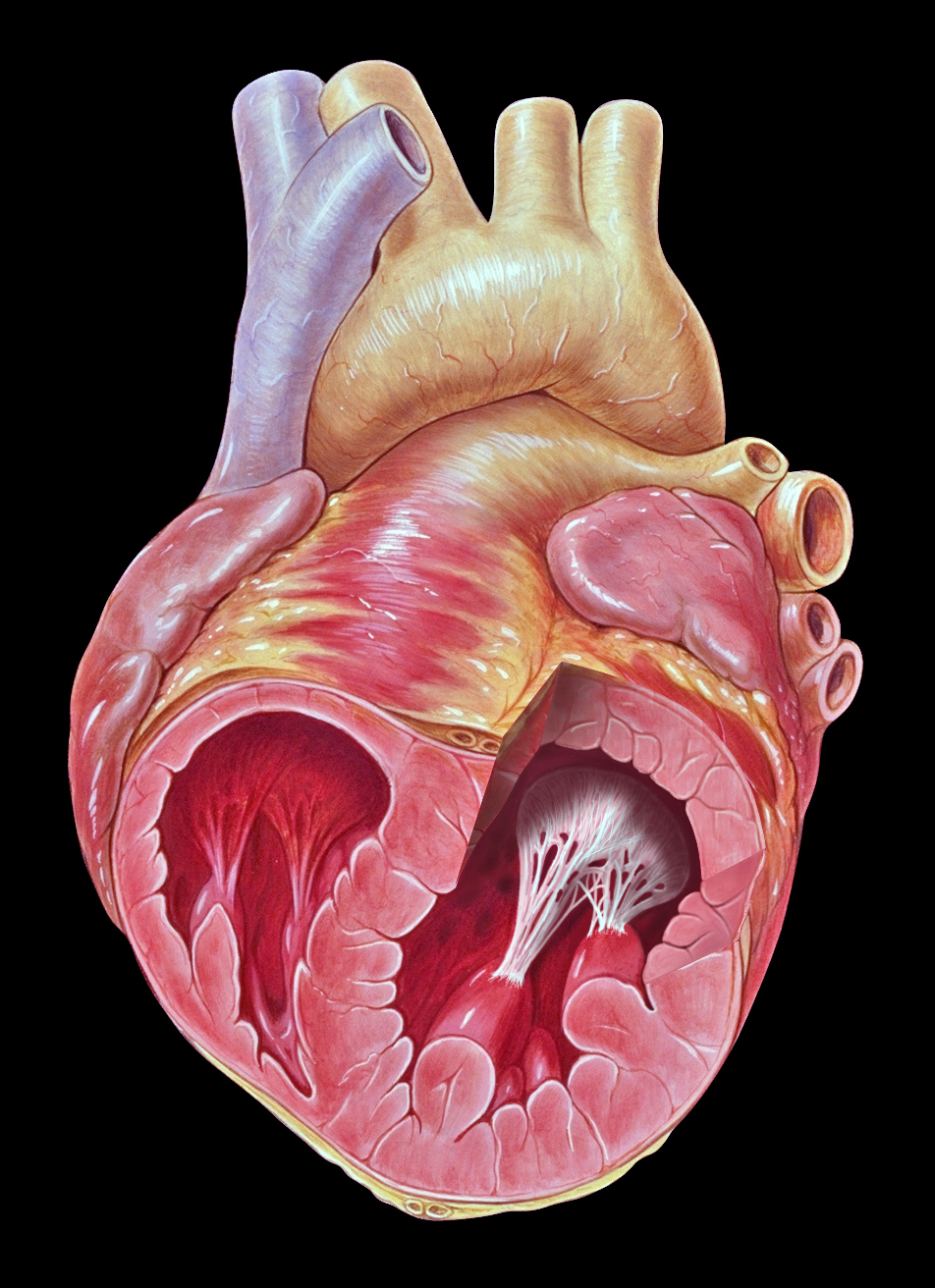
نمایی از درون قلب که ماهیپه‌های پستانچه‌ای (پاپیلاری) و رشته‌های قلب را نشان می‌دهد
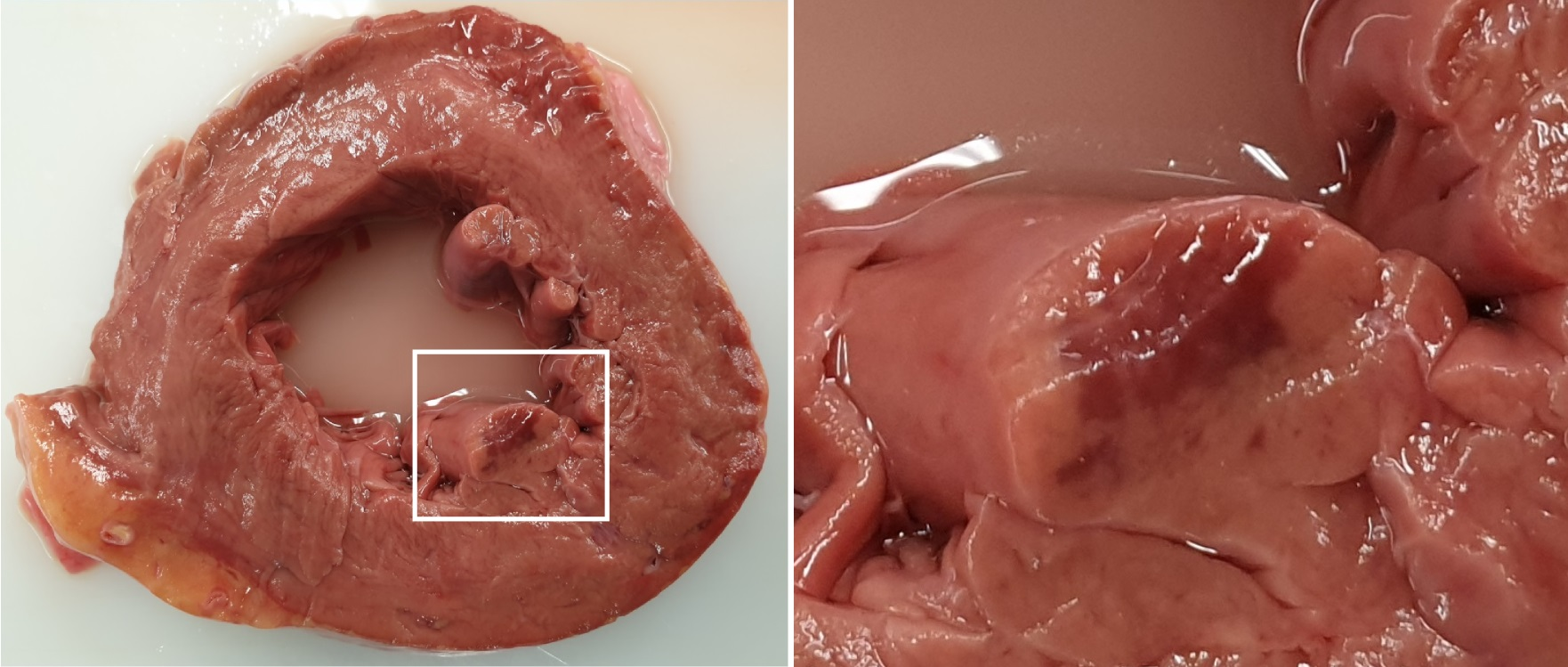
انفارکتوس ماهیچه پاپیلاری
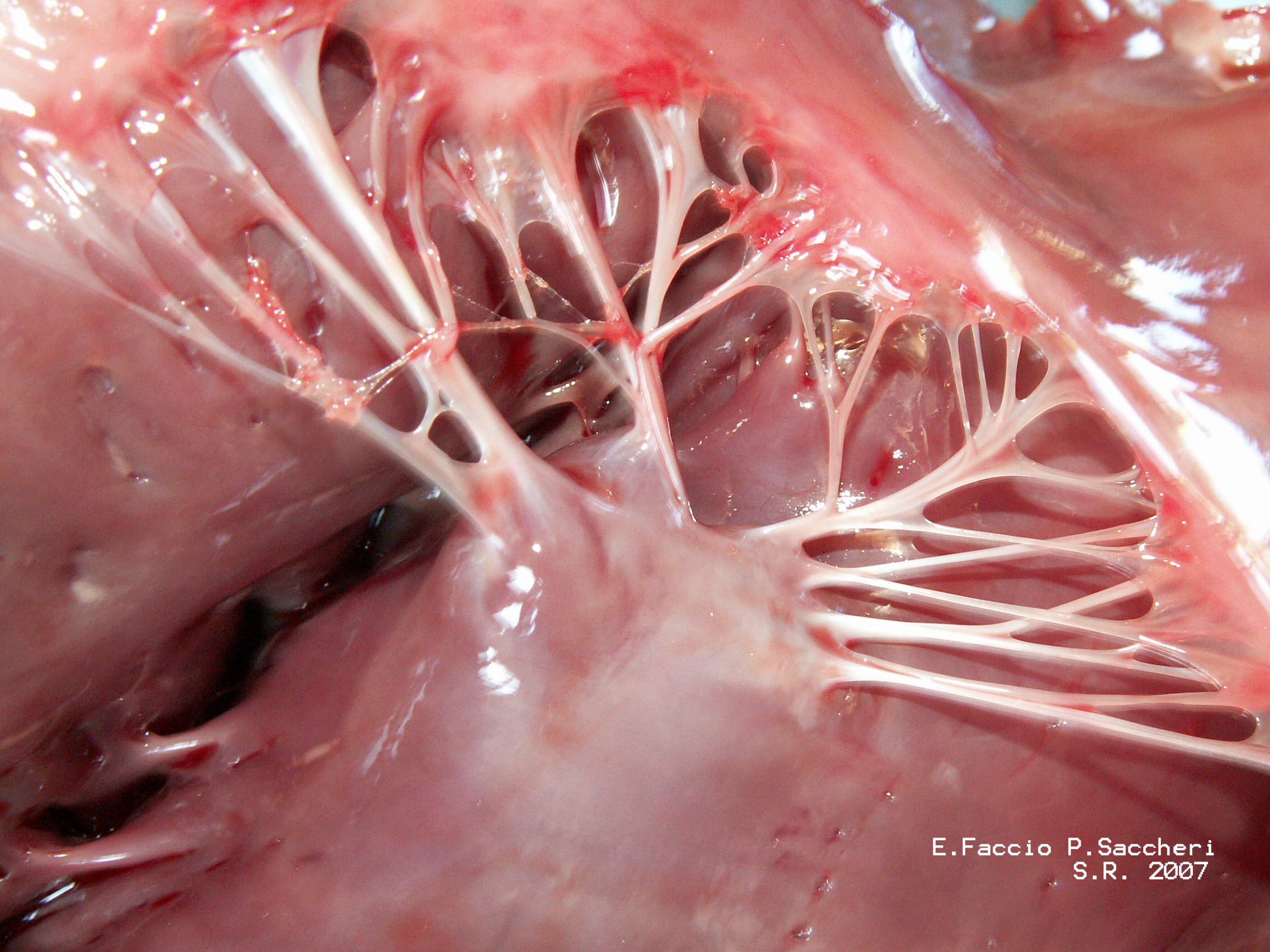
ماهیچه‌های پاپیلاری و رشته‌های قلب
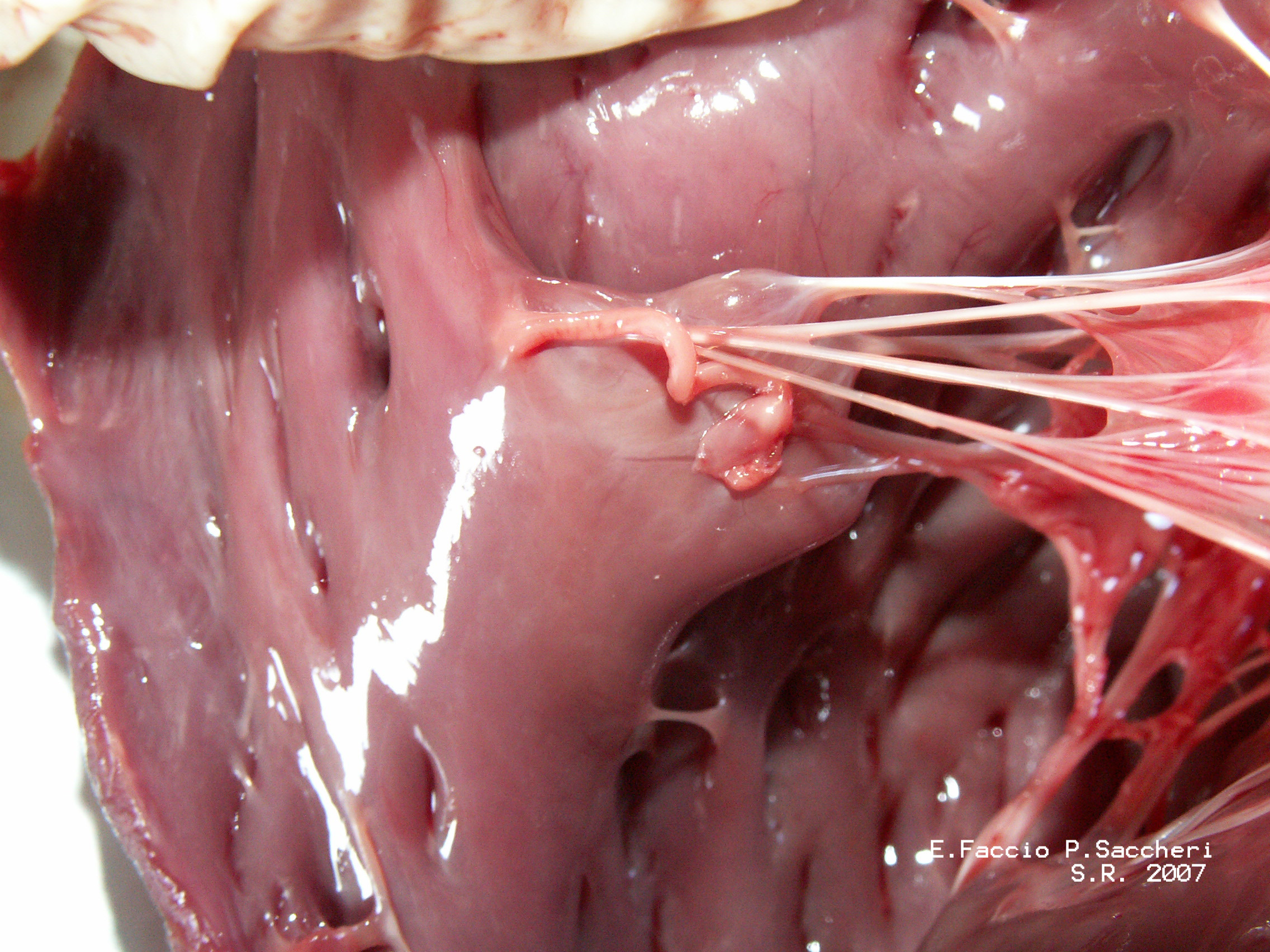
ماهیچه‌های پاپیلاری و رشته‌های قلب
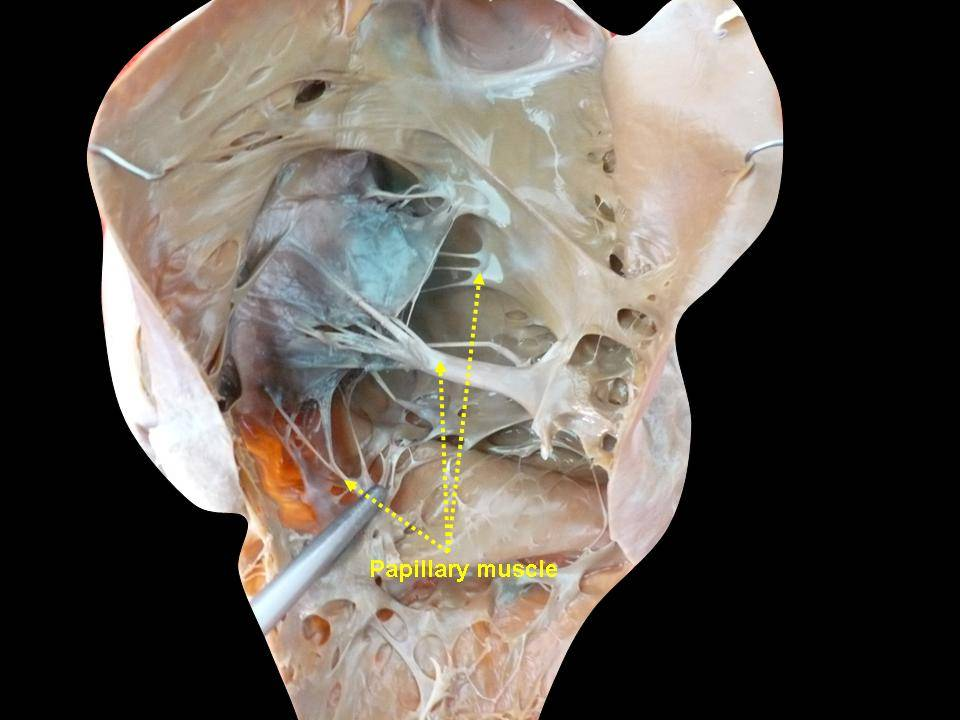
ماهیچه‌های پستانچه‌ای با کالبدشکافی عمیق